# معركة عين جوزة
معركة عين جوزة (بالإنجليزية:  Battle of Cresson)‏ كانت معركة صغيرة نشبت في 1 مايو 1187، عند عين جوزة بالقرب من الناصرة. وكانت تمهيد للهزيمة الماحقة التي منيت بها مملكة بيت المقدس في معركة حطين بعد شهرين.

## الموقع
لا يزال الموقع الدقيق لعين جوزة موضع خلاف. تشير المصادر الأولية إلى أن العين تقع بالقرب من الناصرة. يعتقد عالم الآثار الإسرائيلي رافي لويس أنها قد تكون قريبة من عيون صفورية، وذلك بسبب اكتشاف رؤوس سهام إفرنجية بالقرب من الموقع في 2021. بينما يُشير عالم الآثار البريطاني دينيس برينغل [الإنجليزية] إلى أن العين قد تُشير إلى عين الداية: وهي عين أقرب إلى طريق الناصرة - طبريا، على بعد حوالي 4 كم غرب كفر سبت.

## نبذة تاريخية
ساد الاضطراب والانقسامات الداخلية أسرة مملكة بيت المقدس في السنوات التي سبقت وفاة بلدوين الرابع وما بعدها. فقد عين بلدوين، الملك المجذوم، العديد من الأوصياء التنفيذيين خلال فترة حكمه (رينالد دي شاتيون في 1177؛ غي لوزينيان في 1183) لقيادة جيوش الفرنجة محله. عندما تدهورت صحة بلدوين مجدداً في أوائل 1185، عين ريموند الثالث كونت طرابلس وصياً على العرش. قبِل ريموند بشرط أن يُقسم جميع كبار أعضاء المحكمة العليا للمملكة [الإنجليزية] أنه في حالة وفاة الملك ووريثه، تُحدد الخلافة عبر تحكيم يجريه البابا والإمبراطور الروماني المقدس وملك فرنسا وملك إنجلترا. وقعت أزمة خلافة عندما توفي بلدوين الرابع في 1185، وخلفه ابن أخيه بلدوين الخامس عام 1186. حيث سيطر فريق سيبيلا على العاصمة وتوجها ملكة، متجاهلاً القسم الذي أقسمه أمام وصاية ريموند. قبلت سيبيلا تطليق زوجها، لإرضاء البارونات الراغبين في دعمها لا دعم زوجها غي، بشرط أن تكون حرة في اختيار زوجها التالي. إلا أنها توجته ملكاً فيما بعد بدلاً من طلاقه، في خطوة لم تحظ بشعبية. أمام هذا الأمر الواقع بتتويج غي، اضطر جميع البارونات لإعلان ولائهم، باستثناء بلدوين صاحب الرملة [الإنجليزية] وريموند، اللذين رفضا قسم الولاء لغي. تنازل بلدوين صاحب الرملة عن إقطاعيته من أجل ابنه القاصر، وذهب طوعاً إلى المنفى، بدلاً من قسم الولاء لغي لوزينيان؛ بينما رجع ريموند إلى إقطاعيته في طبريا وطلب من صلاح الدين دعمه بقوات إسلامية ضد أي هجوم محتمل من الملك الذي رفض الولاء له.
كان صلاح الدين الأيوبي يعزز سلطته في هذه الأثناء إبان عهد بلدوين الرابع. أدت حملاته الناجحة في الموصل وحلب ومصر إلى اعتراف الخلافة العباسية بسلطنته. عاد صلاح الدين إلى دمشق فور الاستيلاء على الموصل، بعد أن أخضع مملكة نور الدين زنكي لسيطرته غير المستقرة. وقع صلاح الدين الأيوبي معاهدة هدنة مع الفرنجة في 1185، تحت حكم الوصي آنذاك ريموند؛ ومع ذلك، قبل انتهاء المعاهدة، استولى رينالد على قافلة للمسلمين كانت مسافرة من القاهرة إلى دمشق خلال ذلك الشتاء. عندما طالب صلاح الدين بالتعويض، حاول الملك غي إقناع رينالد بها، لكنه رفض طلب الملك مدعياً أنه صاحب السيادة المطلقة على أراضيه وأنه يعقد هدنة مع صلاح الدين. رداً على ذلك، شن صلاح الدين هجوماً على قلعة رينالد في الكرك في 1187، وترك ابنه الملك الأفضل قائداً للقوات الاحتياطية عند رأس الماء.
عقد غي المحكمة العليا في القدس، للرد على التهديد الزاحف. وقد اُختير وفد من جيرارد دي ريدفورت، مقدم الداوية (فرسان الهيكل)؛ روجر دي مولان [الإنجليزية]، مقدم الإسبتارية؛ بليان دي إبلين، يوسيكوس، رئيس أساقفة صور [الإنجليزية]؛ ورينالد غرينير [الإنجليزية]، صاحب صيدا، للسفر إلى طبريا لعقد صٌلح مع ريموند. في هذه الأثناء، جمع الأفضل مجموعة مُغيرة لنهب الأراضي المحيطة بعكا، بينما يحاصر صلاح الدين الكرك. أرسل الأفضل مظفر الدين كوكبوري أمير الرها لقيادة هذه الحملة، برفقة اثنين من كبار الأمراء، قايماز النجمي وبدر الدين دلروم الباروقي. كان صلاح الدين يعلم أن قواته كانت على استعداد لدخول أراضي ريموند، إلا أنه وافق على أن المجموعة المغيرة لن تمر إلا عبر الجليل في طريقه إلى عكا، تاركة أراضي ريموند دون مساس. تألفت هذه المجموعة المُغيرة من حوالي 7000 رجل كما جاء في المصادر الفرنجية. إلا أن المؤرخين المعاصرين يعتقدون أن 700 رجل هو الرقم الأكثر دقة.

## المعركة
سارت المجموعة الأيوبية المُغيرة عبر أراضي ريموند دون عوائق في 30 أبريل، قبل أن تتجه غرباً نحو الناصرة. في نفس اليوم، وصل كل من جيرارد وروجر إلى قلعة الداوية في العفولة بالقرب من الناصرة. نزل باليان عند إقطاعيته في نابلس، واتخذ رينالد طريقاً بديلاً. يذكر كُتيب فتح الأراضي المقدسة [الإنجليزية]، المشار إليه فيما بعد باسم الكُتيب «Libellus»، وهو سجل تاريخي لاتيني معاصر، أن الحراس في الناصرة نبهوا جيرارد وروجر إلى المُغيرين الأيوبيين. يسترجع «ليون هرقل»، وهو سجل تاريخي فرنسي عن العصور الوسطى كتبه إرنول [الإنجليزية]، حامل دروع [الإنجليزية] باليان، قول ريموند إنه حذرهم من الغارة. لم تكن الناصرة، التي كانت خارج سيطرة ريموند، مُطلعة على اتفاق ريموند مع صلاح الدين. جمع جيرارد وروجر جيشاً صغيراً من فرسان الناصرة وحاميات فرسان الهيكل من قاقون والفوعة لمواجهة التهديد الأيوبي. بلغ عدد هذه القوة حوالي 130 فارساً، وعدد غير معروف من الرقباء والتركوبلي، وحوالي 400 من المشاة.
تحرك جيش الفرنجة شرقاً من الناصرة في صباح الأول من مايو، وصادف مجموعة المُغيرين الأيوبية عند عين الجوزة. شن فرسان الفرنجة هجوماً مسبقاً، فاجئ القوات الأيوبية. لكن هذا أدى إلى فصل سلاح فرسان الفرنجة عن المشاة. وفق ابن الأثير الجزري، أصبح القتال الذي تلا ذلك متساوياً؛ إلا أن القوات الأيوبية نجحت في هزيمة جيش الفرنجة المنقسم. ولم ينج من الموت سوى جيرارد وحفنة من الفرسان، وأسر الأيوبيون عدداً غير معروف من الأسرى. شرعت قوات كوكبوري في نهب المنطقة المحيطة قبل أن ترجع عبر أراضي ريموند.

## التداعيات
كان باليان لا يزال متخلفاً بيوم واحد عن جيرارد وروجر، ونزل في سبسطية لحضور قداس يوم مايو. وبعد وصوله إلى حصن بيت الأحزان، حيث يُعسكر فرسان الهيكل والإسبتارية، وجد أن المكان قد هُجر. بعث باليان حامل دروعه إرنول أمامه لمعرفة ما حدث، فجاءت أخبار المعركة الكارثية التي ثبطت عزيمة قوات الفرنجة.
سجل كل من المؤرخين الأيوبيين والفرنجة موقفاً فرنجياً سلبياً للغاية تجاه ريموند بعد المعركة. اعتُبرت هدنة ريموند مع صلاح الدين الأيوبي خيانة سياسية ودينية. ونتيجة لرد الفعل العنيف هذا، قطع ريموند علاقاته الدبلوماسية مع صلاح الدين وعاد إلى القدس مع المبعوثين المتبقين للتعهد بدعمه لغي. على الرغم من أن المعركة نجحت في التوفيق بين الفصائل داخل طبقة النبلاء الفرنجة، فقد كلفت هذه الوحدة السياسية الفرنجة عدداً من الفرسان النافذين مثل روجر من مولان مقدم الإسبتارية، وروبرت فريسنيل مارشال الداوية، وفارس الداوية جاكلين دي ميلي، وربما فارس الداوية سينشال أورس دي ألنيتو. يُشيد «الكُتيب» أيضاً بشجاعة فارسين من الفرنجة الذين قُتلا، فارس الداوية جاكلين دي ميلي وأحد فرسان الإسبتارية ويُدعى هنري.
دفع انقلاب ريموند صلاح الدين الأيوبي إلى التخلي عن حصاره للكرك. وانضم إلى قواته مع الأفضل وكوكبوري في عشترة جنوب سوريا في 27 مايو. عبر صلاح الدين نهر الأردن في 26 يونيو مع قوة مشتركة قوامها حوالي 20.000 رجل وحاصر طبريا وبعد أربعة أيام. دفع هذا غي وريموند ورينالد إلى السير شمالاً لنجدة المدينة. إلا أن قوات الفرنجة هُزمت في معركة حطين في 4 يوليو. واستعاد صلاح الدين القدس بحلول أكتوبر 1187.

## الاعتبارات التاريخية
ذكرت السجلات المعاصرة معركة عين جوزة. ومع ذلك، تتضارب هذه الروايات كثيراً ولم يوفق المؤرخون بينها بالكامل. يقدم «الكُتيب» وصفاً ظرفياً للمعركة. ومع ذلك، فإن السرد اللاتيني هو المفضل عموماً لدى المؤرخين نظراً لمعاصرته للمعركة نفسها.
تتضمن الاستمرارية الفرنسية القديمة لوليم الصوري (التي يعود تاريخها إلى ثلاثينيات القرن الثاني عشر في شكلها الحالي) رواية إرنول، حامل دروع باليان. لم يشهد إرنول المعركة لكنه سجل شواهدها بعد عدة سنوات. ألقت نسخة من أواخر القرن الثالث عشر من عمله، ليون هرقل، باللوم على جيرارد في هزيمة الفرنجة. لقد دافعت الأبحاث الحالية عن جيرارد، معتقدة أن الرواية السلبية تعكس عدم الثقة المعاصرة في فرسان الهيكل ولم تكن مؤشراً على براعة جيرارد في عين جوزة.
يحتوي تاريخ ابن الأثير على وصف للمعركة يتوافق إلى حد كبير مع المصادر اللاتينية. ويدور الاختلاف الرئيسي بين الروايتين حول حجم القوات الأيوبية. ويصف ابن الأثير المعركة بأنها مناوشة أصغر بكثير مما تذكره الروايات اللاتينية. على عكس هذه الروايات، تشير السيرة الذاتية التي كتبها بهاء الدين بن شداد عن صلاح الدين إلى أن كوكبوري كان في حلب في الأشهر التي سبقت حطين ولم يذكر قتاله في عين جوزة.